# Tetranchyroderma quadritentaculatum
Tetranchyroderma quadritentaculatum är en djurart som tillhör fylumet bukhårsdjur, och som beskrevs av Todaro, Balsamo och Ezio Tongiorgi 1992. Tetranchyroderma quadritentaculatum ingår i släktet Tetranchyroderma och familjen Thaumastodermatidae. Inga underarter finns listade i Catalogue of Life.